# Susan O’Neill (Musikerin)

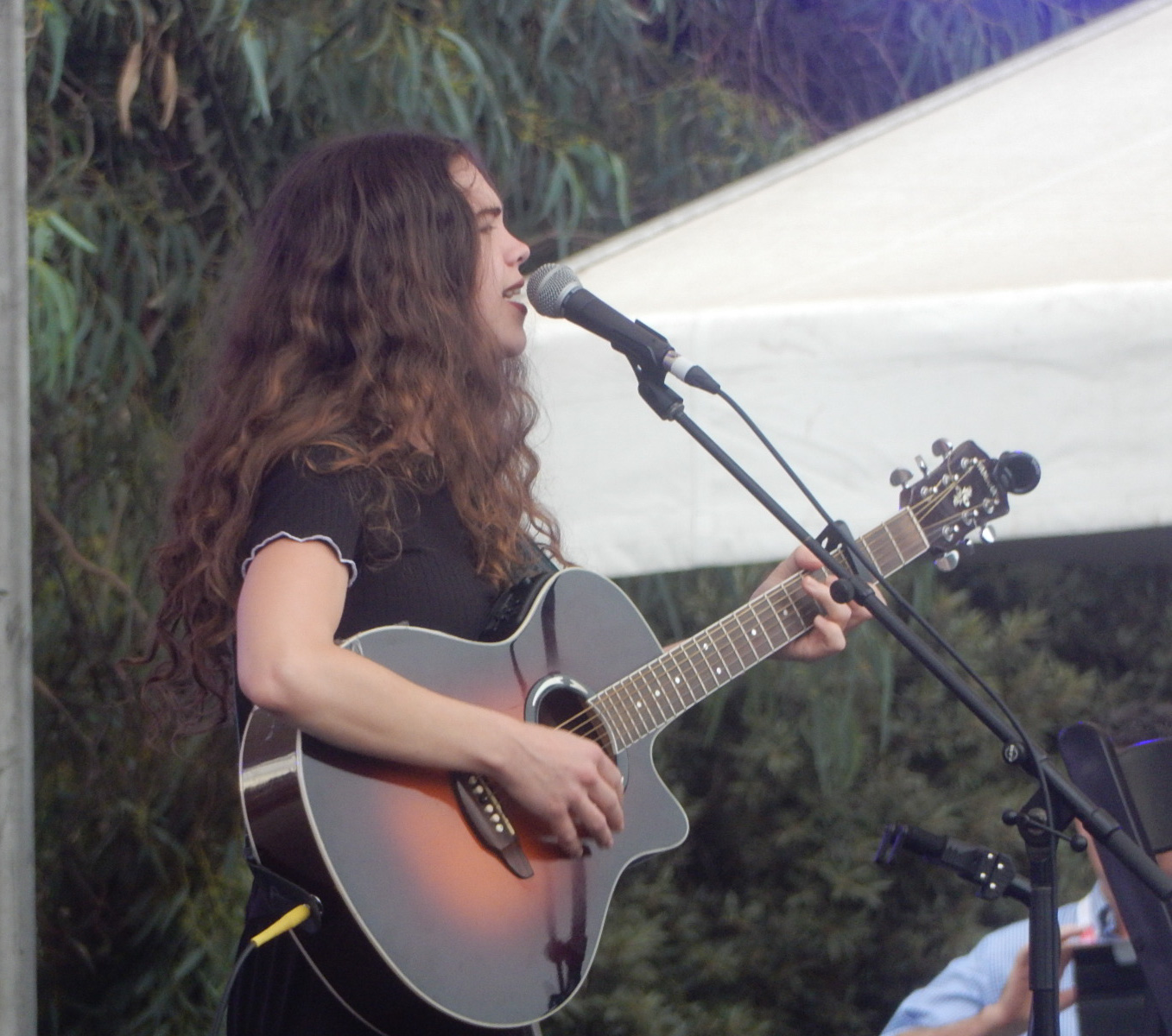
Susan O’Neill bei einem Gastauftritt beim WOMADelaide in Adelaide, South Australia (2019)

Susan O’Neill (* 21. April 1990) ist eine irische Singer-Songwriterin aus Ennis im County Clare, die zeitweilig auch unter ihrem Akronym SON auftrat. Bekannt wurde sie einem breiteren Publikum, vor allem in Irland und den USA, durch ihr Duett Baby Talk mit dem irischen Musiker Mick Flannery und ihr nachfolgendes, gemeinsames Album In the Game, das im September 2021 auf Platz 2 der irischen Albumcharts einstieg.

## Das Akronym SON
Susan O’Neill wurde in Irland unter ihrem Akronym SON bekannt. Nachdem sich zusammen mit Mick Flannery internationale Erfolge einstellten, griff sie wieder auf ihren vollständigen Namen zurück. Sie bezeichnet das Akronym als „UnGoogleable“ und es ergaben sich auch rechtliche Probleme.

## Musikalischer Werdegang
Susan O’Neill wuchs in einer musikbegeisterten Familie auf; ihr Vater spielte Tuba, ihre Mutter Akkordeon. Als Kind besuchte sie regelmäßig die Willie Clancy Summer School, eine einwöchige Veranstaltung für traditionelle irische Musik und Tanz, die jedes Jahr Anfang Juli in Milltown Malbay stattfindet. Durch die Plattensammlung ihrer Eltern entdeckte sie weitere Musikrichtungen von Beethoven und Mozart über The Beatles, Simon and Garfunkel und Madness bis hin zu Brassbands. Zur Rolle befragt, die Musik damals für sie spielte, sagte sie in einem Interview:

“It was always the thing that made the most sense to me. I think as a child a lot of things didn't make sense, but music always did.”

„Das war immer das, was für mich am meisten Sinn ergeben hat. Ich glaube, als Kind haben viele Dinge keinen Sinn ergeben, aber die Musik schon immer.“

Im Alter von etwa zwölf Jahren meldeten ihre Eltern sie als eines der jüngsten Mitglieder bei der Ennis Brass Band an, wo sie Kornett spielen lernte. Nach vier Jahren wechselte sie zur Trompete, nachdem ein Freund ihr sein Instrument verkauft hatte. Mit 16 trat sie dann einem Gospelchor bei. Der Chorleiter animierte sie, an der Castingshow You're a Star teilzunehmen, wo sie die nach eigener Aussage „weniger nachsichtigen Seiten der Musikindustrie“ kennenlernte. Nachdem sie an zwei Abenden Leonard Cohens Hallelujah gesungen hatte, trat sie in der dritten Show mit einem eigenen Song auf, ohne zu wissen, dass Eigenkompositionen keine Chance haben, und wurde herausgewählt.
Nach der Schulzeit schrieb sich Susan O’Neill am Waterford Institute of Technology ein, um dort Musik zu studieren und nach vier Jahren ihren Bachelor zu machen. Für eine kurze Zeit nahm sie auch Unterricht in klassischem Gesang, merkte jedoch, dass ihr die klassische Musik nicht die Ausdrucksmöglichkeiten bot, die sie suchte, weil es ihr zu wenig Raum für Interpretationen und Improvisation gab. So verlagerte sie ihren Schwerpunkt auf Jazz, Rock und Pop. Seitdem spielte sie regelmäßig auf Veranstaltungen aller Art – Hochzeiten, Jubiläen, Beerdigungen, Get-Togethers und Folk Nights. Während einiger Reisen durch Europa trat sie auch in Österreich, Italien und auf Zypern häufiger auf. Später sang O’Neill bei den irischen Bands King Kong Company (Dance, Techno) und Propeller Palms (Folk-Rock) auf einer Reihe von Festivals, während sie parallel an eigenem Material arbeitete.
2017 startete sie ihre Solokarriere und brachte unter dem Künstlernamen SON ihr erstes Album Found Myself Lost mit einer „Sammlung von Songs“ heraus, die sie während der letzten acht Jahre geschrieben hatte. Das Album wurde vom Musikmagazin Hot Press zu einem der „Alben des Jahres“ gewählt und verschaffte ihr unter anderem die Gelegenheit, Sharon Shannon auf ihrer ausverkauften Tournee durch Australien und Neuseeland zu begleiten. Zum 30-jährigen Jubiläum des U2-Albums The Joshua Tree coverte sie den Song Exit und machte damit auch Bono zu einem ihrer großen Fans.
2020 lernte O’Neill über ihre Managementfirma ihren Kollegen Mick Flannery, einen in Irland sehr angesehenen Songwriter, kennen. In einer Session arrangierten sie ihren ersten gemeinsamen Song Trouble, ein „grüblerisches Stück mit schwerer Melodie“. Es folgte eine Reihe weiterer Stücke, die die beiden aufgrund der Einschränkungen während der COVID-19-Pandemie größtenteils über Videokonferenzen schrieben und arrangierten. Dann begann Flannery in Los Angeles mit seinen Aufnahmen für die Single Baby Talk und ließ sie in Irland von O’Neill vervollständigen. Der Song wurde im September 2020 veröffentlicht und gewann bei den renommierten RTÉ Radio 1 Folk Awards den Preis für den besten Original-Folk-Song. Er stellte sich als so erfolgreich heraus, dass Susan und Mick gemeinsam das Album In The Game aufnahmen, das im September 2021 auf Platz 2 der irischen Albumcharts einstieg und O’Neill auch international bekannt machte.

## Stil
Susan O’Neill singt, spielt Gitarre, Trompete, Kornett und Mundharmonika. Nach eigener Aussage ist sie von Traditional Irish Music beeinflusst, ohne diese zu kopieren. Bei ihren Auftritten setzt sie ein Loop-Pedal ein und kombiniert ihren Gesang mit den Instrumenten in mehrschichtigen Schleifen. Ihre Gesangsstimme wird von Kritikern als „timeless voice that is equal parts balm and blowtorch“ (deutsch etwa „zeitlose Stimme mit zu gleichen Teilen Balsam und Schweißbrenner“) beschrieben. Sie experimentiert mit Musik. So spielte sie z. B. während eines Covid-Lockdowns in einer Höhle mit ihrer Trompete und dem Hall und nahm ein Video davon auf. Aus dieser Idee ging eine ganze Serie von Höhlenkonzerten bei einem irischen Radiosender hervor.

## Diskografie

### Studioalben und EPs
| Jahr | Titel               | Höchstplatzierung, Gesamtwochen, AuszeichnungChartsChartplatzierungen (Jahr, Titel, Platzierungen, Wochen, Auszeichnungen, Anmerkungen) | Anmerkungen                                                                 |
| Jahr | Titel               | IE | Anmerkungen                                                                 |
| ---- | ------------------- | --- | --------------------------------------------------------------------------- |
| 2017 | Found Myself Lost   | — | Erstveröffentlichung: 2017                                                  |
| 2021 | In the Game         | IE2 (16 Wo.)IE | mit Mick Flannery Erstveröffentlichung: 10. September 2021 Rosaleen Records |
| 2022 | Now You See It (EP) | — | Erstveröffentlichung: 14. September 2022 Star House Collective              |
| 2024 | Now in a Minute     | IE4 (1 Wo.)IE | Erstveröffentlichung: 20. September 2024 Star House Collective              |

Das Album Now In A Minute stieg in der Kategorie Independent auf Platz 1.

### Sonstiges
2018, kurz nach dem Tod von Aretha Franklin, sang Susan O’Neill live beim Festival Electric Picnic in Stradbally als Frontsängerin bei King Kong Company den Tributesong Forest (Aretha Tribute), der auf einem Cover von The Cures A Forest basiert, über das Passagen des Franklin-Songs (You Make Me Feel Like) A Natural Woman gelegt sind.

## Filmregie
Im Februar 2021 gab O’Neill ihr Regiedebüt. Ein Jahr nach Ausbruch der COVID-Pandemie lud sie insgesamt vierundzwanzig Künstlerinnen und Künstler zur Zusammenarbeit im normannischen Bunratty Castle ein. Es wirkten jeweils zwei Künstler unterschiedlicher Genres, die sich vorher nicht oder kaum kannten, zusammen in der großen Halle der Burg. Dabei entstand die Kunstdokumentation The Space between - An Spás Eadrainn.

## Auszeichnungen
| Jahr | Werk            | Preis                   | Kategorie                    | Resultat  | Anmerkung               |
| ---- | --------------- | ----------------------- | ---------------------------- | --------- | ----------------------- |
| 2020 | Baby Talk       | RTÉ Radio 1 Folk Awards | Best Original Folk Track     | Gewonnen  | Duett mit Mick Flannery |
| 2021 | Chain Reaction  | RTÉ Radio 1 Folk Awards | Best Original Folk Track     | Gewonnen  | Duett mit Mick Flannery |
| 2021 | In The Game     | Choice Music Prize      | Irish Album of the Year 2021 | Nominiert |                         |
| 2022 | Now You See It  | RTÉ Radio 1 Folk Awards | Best Original Folk Track     | Gewonnen  |                         |
| 2024 | Now In A Minute | RTÉ Radio 1 Folk Awards | Best Folk Album              | Nominiert |                         |